# 다테 시게무라

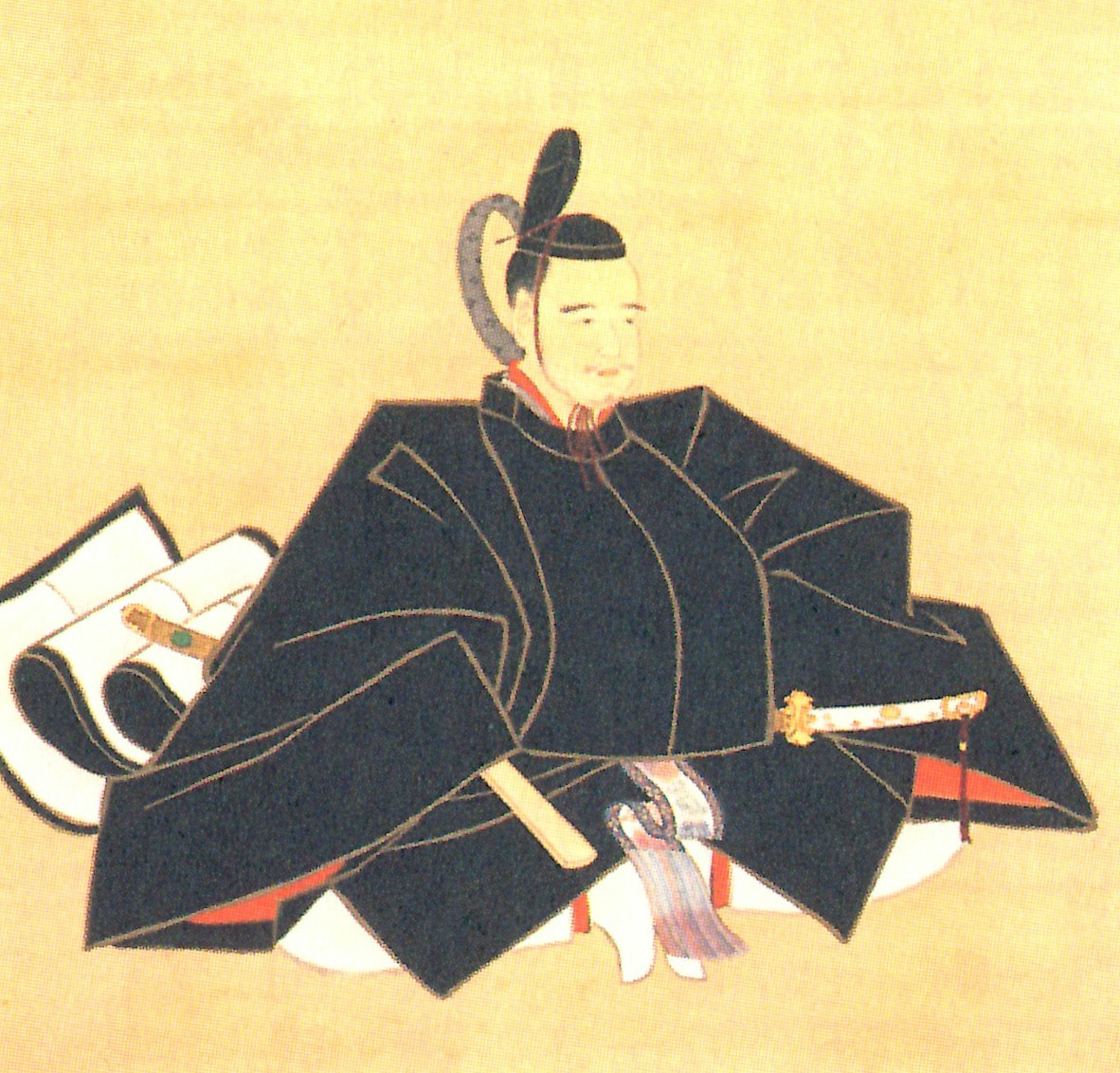
다테 시게무라

다테 시게무라(일본어: 伊達重村, 1742년 5월 23일 ~ 1796년 5월 27일)는 에도 시대 중기부터 후기까지의 다이묘로, 센다이 번의 7대 번주이다. 어릴적 이름은 기하치로(儀八郎)이고 통칭은 도지로(藤次郎)이며, 초명은 구니무라(国村)였으나 나중에 시게무라로 개명하였다. 관위는 종4위상, 좌근위 임시 중장, 무쓰노카미이다.
간포 2년(1742년), 센다이번의 6대 번주 다테 무네무라의 맏아들로 태어났다. 호레키 6년(1756년), 아버지 무네무라가 사망하자 가문을 계승하고 번주가 되었다. 원래 직책은 좌근위 소장이었는데 사쓰마번주 시마즈 시게히데를 라이벌로 삼아 관위 승진 운동을 적극적으로 펼쳤다. 호레키 10년 5월 19일에 경하 사절의 일본 방문과 더불어 시게히데가 중장으로 승진할 것을 경계하여, 자신의 승진도 청원하였다. 그 후 실제로 시게히데가 승진하자 다누마 오키쓰구 같은 막부 각료와 오오쿠에 적극적으로 공작을 벌였고, 마침내 시게무라도 소장에서 중장으로 승진하게 되었다.
아버지 무네무라와 마찬가지로 학문을 좋아하였고, 와카를 잘 지었으며, 무예를 좋아했다고 한다. 시게무라가 번주로 재임하였을 때 히가시나루코 온천이 설치되었고, 이시가레이(釣師鰈)가 번의 특산품이 되었다. 센다이 다나바타 축제가 음력 7월 7일이 아닌 7월 6일에 시행되게 된 것도 시게무라의 딸이 7일날 사망했기 때문이라고 전해진다. 간세이 2년(1790년), 둘째 아들 나리무라에게 번주직을 물려주고 은거하였고, 간세이 8년(1796년)에 55세의 나이로 사망하였다.
| 전임 다테 무네무라 | 제7대 센다이번 번주 1756년 ~ 1790년 | 후임 다테 나리무라 |